# هندسة كوكبية

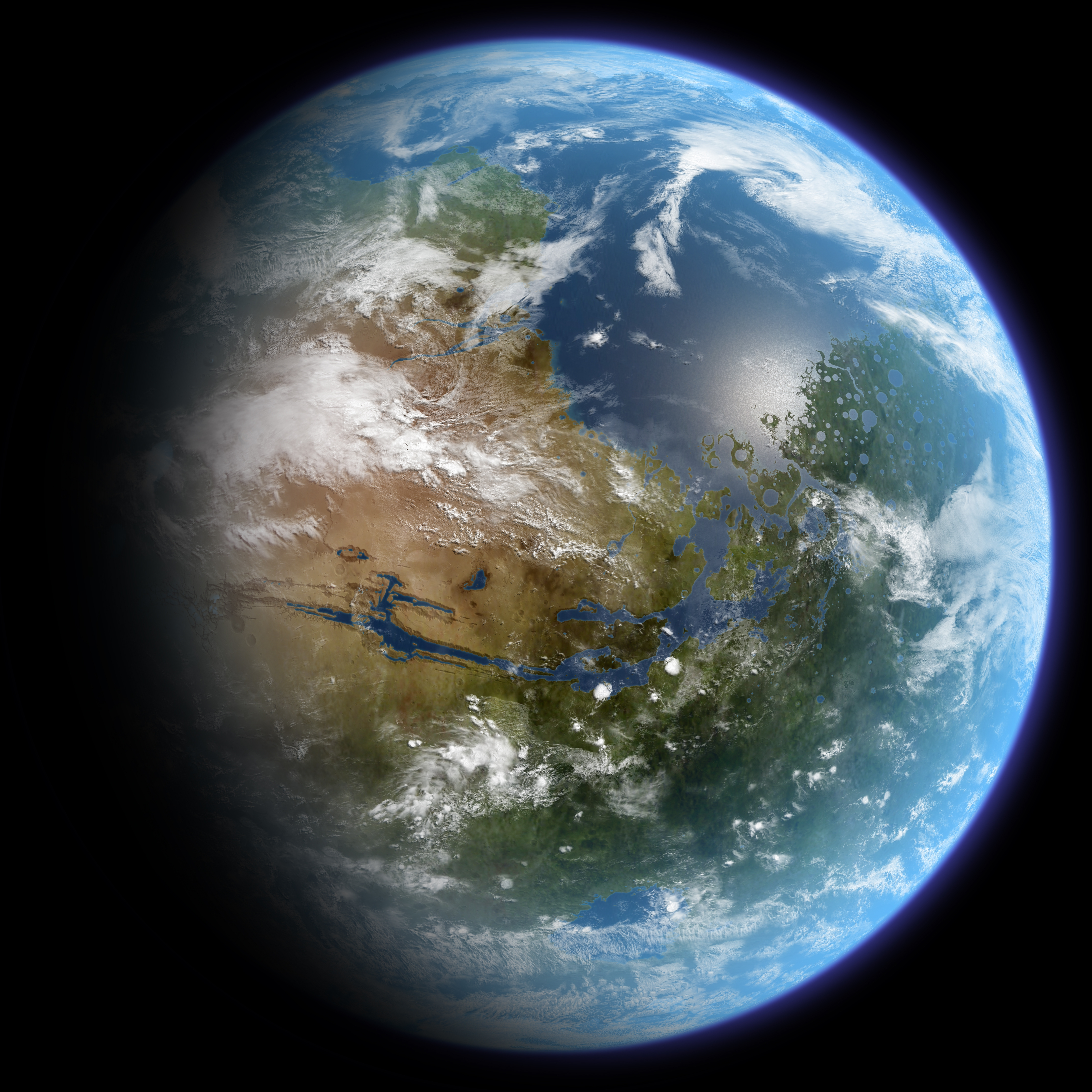

الهندسة الكوكبية هي تطبيق للتكنولوجيا الغرض منه التأثير على جميع البيئات لكوكب ما. عادة ما تشمل أهدافها زيادة في سكن عوالم أخرى أو تخفيف السكن في الأرض. من الممكن أن أفضل أنواع الهندسة الكوكبية هو الاستصلاح، بحيث تتغير ظروف سطح الكوكب لتكون أكثر تشابها لتلك على الأرض. تمثل الهندسة الكوكبية إلى حد كبير عالم الخيال العلمي في الوقت الحاضر، على الرغم من أن التغيرات المناخية على الأرض تظهر أن التكنولوجيا البشرية يمكن أن تسبب تغيير على نطاق عالمي.

## الاستصلاح
الاستصلاح هو العملية الافتراضية للتعديل المتعمد للغلاف الجوي، ودرجة الحرارة، أو بيئة كوكب، أو قمر، أو هيئة أخرى لتكون مشابهة لتلك الخصائص المتواجدة بالأرض من أجل جعله صالحا للسكن من أجل البشر.

## التبزير
التبزير هو مصطلح يستخدم لعملية إدخال جرثومي أو لأنواع بعض الطحالب على كوكب أو قمر يقدم بالفعل مناطق صالحة للسكن. القمر (أوروبا) الخاص بالمشتري هو مثال جيد لما له من محيط محمي بشكل جيد تحت قشرة الجليد السميكة. العيش على سطح القشرة الجليدية مستحيل، ولكن ربما تستطيع بعض الكائنات الحية الدقيقة من الأرض البقاء على قيدالحياة في بيئة غنية بالأوكسجين من المحيط الموجود تحت سطح (أوروبا). في هذه الحالة لأوروبا قد يكون من الممكن للبذور أن تندرج مع الأنواع التي في سياقها الغذائي ولبناء النظام البيئي المائي.

## الهندسة الجيولوجية

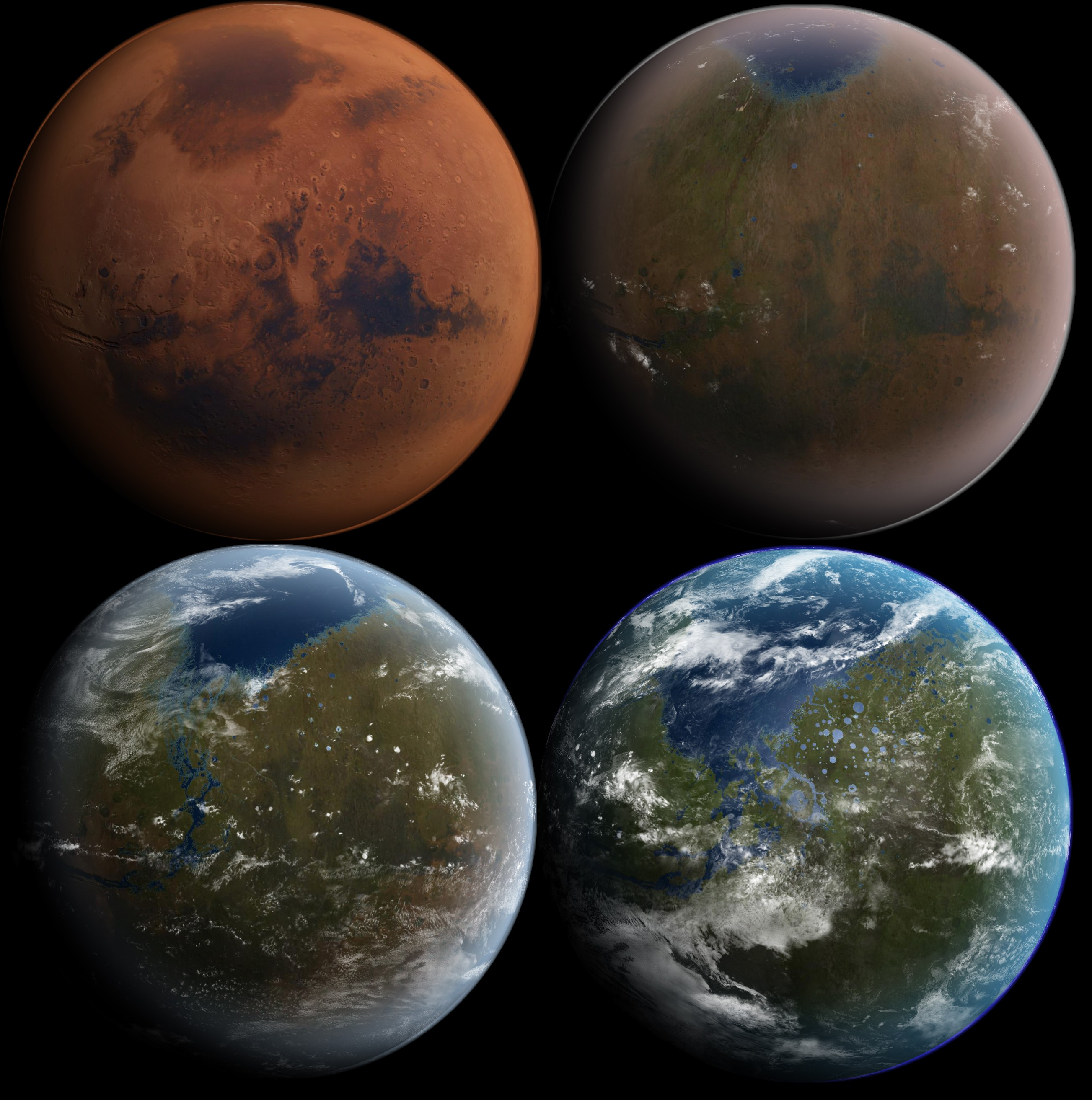
تصور فني لمراحل تحويل المريخ إلى كوكب قابل للحياة

الهندسة الجيولوجية هي تطبيق لتقنيات الهندسة الكوكبية للأرض. وكانت مقترحات الهندسة الجيولوجية الأخيرة أساسا عبارة عن أساليب لمعالجة تغير المناخ بفعل الإنسان إما عن طريق إزالة ثاني أكسيد الكربون من الغلاف الجوي (على سبيل المثال باستخدام إخصاب المحيطات بالحديد) أو عن طريق إدارة الإشعاع الشمسي (على سبيل المثال عن طريق استخدام المرايا في الفضاء) وذلك لإزالة التاثير الحراري الناتج من تغير المناخ. <rقد تحافظ مشاريع الهندسة الجيولوجية في المستقبل على سكن الأرض من خلال دورة حياةالشمس عن طريق تحريك الأرض للحفاظ عليها باستمرار داخل المنطقة القابلة للسكن.

## صيانة السكن
يمكن أيضا تطبيق الهندسة الكوكبية للحفاظ على سكن الأرض في المستقبل البعيد.إن معدل تجوية المعادن السيليكاتية ستزيد لتصبح مثل سرعة ارتفاع درجات الحرارة التي تصل إليها العمليات الكيميائية. وهذا بدوره سوف يقلل من مستوى ثاني أكسيد الكربون في الغلاف الجوي، وستقوم عمليات التجوية بتحويل غاز ثاني أكسيد الكربون إلى الكربونات الصلبة. ضمن ال600 مليون سنة القادمة، سيقع تركيز ثاني أكسيد الكربون تحت العتبة الحرجة اللازمة للحفاظ على C3 الضوئي: حوالي 50 جزء لكل مليون. في هذه المرحلة،الأشجار والغابات في أشكالها الحالية لن تصير قادرة على البقاء على قيد الحياة. على عكس الأنواع الحيوانية الأخرى، فإن البشرية لديها القدرة المحتملة لإطالة سكن كوكب الأرض عن طريق استخراج وإعادة تخزين الكربون الخامل ليكون عالقا تحت الأرض مرة أخرى في الغلاف الجوي.